# فرودگاه شهری لکونیا
فرودگاه شهری لکونیا (به انگلیسی: Laconia Municipal Airport) یک فرودگاه همگانی با کد یاتا LCI است که یک باند فرود آسفالت دارد و طول باند آن ۱۷۹۵ متر است. این فرودگاه در کشور انگلستان قرار دارد و در ارتفاع ۱۶۶٫۱ متری از سطح دریا واقع شده است.